# جائزة جنوب إفريقيا الكبرى 1962
جائزة جنوب أفريقيا الكبرى 1962 هو سباق فورمولا 1 أقيم بتاريخ 29 ديسمبر 1962 في حلبة الأمير جورج، جنوب أفريقيا. كان التاسع من أصل 9 في بطولة العالم لسباقات الفورمولا واحد موسم 1962. حلّ البريطاني غراهام هيل أولا بينما جاء بروس ماكلارين في المركز الثاني.